# Madeleine (album)
Pour les articles homonymes, voir Madeleine.
Albums de Jacques Brel
Les Bourgeois
(1962) Les Bigotes
(1963)
Madeleine est un 33 tours 25cm de Jacques Brel, sans titre à l'origine, il sort en 1962.

## Autour du disque
Le disque rassemble huit titres diffusés également sur l'album Les Bourgeois, ainsi que sur trois super 45 tours. Si donc, il ne propose aucun titres nouveaux, nombres de ces morceaux sont devenus des standards de l'auteur-compositeur-interprète et aussi de la chanson française : Madeleine, Les Bourgeois, Rosa, Le Plat Pays.
Discographie et références originales :
- 33 tours 25cm Barclay 80 175[1]

- EP Barclay 70 452 : Madeleine, Zangra, Les paumés du petit matin, Rosa[2]
- EP Barclay 70 453 : Les Bourgeois, La statue, Bruxelles, Une île[3]. Le disque sort est édité sous deux pochettes différentes[4].
- EP Barclay 70 475 : Le Plat Pays, Casse-Pompon, Les biches[5]

- 33 tours 30cm Barclay 80173 Les Bourgeois[6]

## Liste des titres
Source pour l'ensemble de la section :
L'ensemble des textes est de Jacques Brel. L'auteur-compositeur-interprète écrit également les musiques, sauf indications contraires et/ou complémentaires.
| 1. | Madeleine                 | Jacques Brel, Gérard Jouannest, Jean Corti | 2:38 |
| 2. | Les Bourgeois             | Jean Corti                                 | 2:51 |
| 3. | Les paumés du petit matin | Jacques Brel, François Rauber              | 4:16 |
| 4. | Bruxelles                 | Jacques Brel, Gérard Jouannest             | 2:57 |

| 1. | Rosa                 |                               | 2:40 |
| 2. | Le Plat Pays         |                               | 2:41 |
| 3. | Chanson sans paroles | Jacques Brel, François Rauber | 2:48 |
| 4. | Casse-Pompon         |                               | 2:36 |